# 萨维耶尔
萨维耶尔（法語：Savières，法語發音：[savjɛʁ]）是法国奥布省的一个市镇，属于塞纳河畔诺让区。

## 地理
萨维耶尔（48°24'26"N, 3°57'6"E）面积18.54 平方千米，位于法国大東部大區奥布省，该省份为法国中北部省份，北起马恩省，西接塞纳-马恩省，西南至约讷省，东南至科多尔省，东临上马恩省。
与萨维耶尔接壤的市镇（或旧市镇、城区）包括：绍希尼、方丹莱格雷、勒帕维永圣朱莉、潘镇、里利圣西尔、圣梅曼、维拉塞夫。

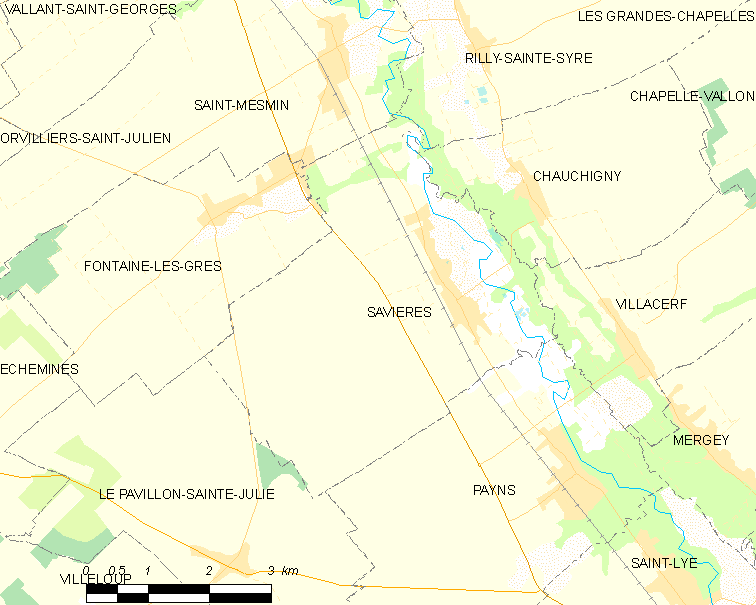
萨维耶尔的OSM定位图

萨维耶尔的时区为UTC+01:00、UTC+02:00（夏令时）。

## 行政
萨维耶尔的邮政编码为10600，INSEE市镇编码为10368。

## 政治
萨维耶尔所属的省级选区为特鲁瓦附近克勒内县。

## 人口

1962-2008年间萨维耶尔人口变化图示

萨维耶尔于2022年1月1日时的人口数量为1075人。